# Preussiella kamerunensis
Espèce
Synonymes
- Preussiella chevalieri Jacq.-Fél.[1]

Preussiella kamerunensis Gilg  est une espèce de plantes à fleurs de la famille des Melastomataceae, selon la classification phylogénétique. 
Le nom de genre fait référence au botaniste allemand Paul Rudolph Preuss, à l'origine du jardin botanique de Limbé (Cameroun).

## Description
Cette plante est une épiphyte  ligneuse qui mesure environ 80 cm. Elle se développe donc sur d'autres plantes sans les parasiter ou le long de falaises bien exposées.
On retrouve cette espèce, décrite au Cameroun, en Afrique de l'Ouest et Centrale. 
Elle se caractérise par la disposition opposée de chaque côté des tiges de ses feuilles épaisses .  

## Utilités
Preussiella kamerunensis est une plante à fleurs qui est généralement utilisée pour l'ornementation et l'embellissement botanique.